# Ectropis passetii
Ectropis passetii là một loài bướm đêm trong họ Geometridae.